# Johann Wilhelm Mannhardt (Soziologe)
Johann Wilhelm Mannhardt (* 17. September 1883 in Hamburg-Eppendorf; † 10. September 1969 in Freiburg im Breisgau) war ein deutscher Soziologe, Politologe und Professor an der Universität Marburg für „Volkstums- und Staatenkunde sowie Grenz- und Auslandsdeutschtum“.

## Leben
Johann Wilhelm Mannhardt war der Sohn des Augenarztes Franziskus Mannhardt (1846–1927), einem Bruder von Julius Mannhardt. Er legte das Abitur am Johanneum ab und studierte Geographie, Geschichte, Rechts- und Staatswissenschaften an den Universitäten Heidelberg, Berlin, Freiburg i. Br. und Greifswald, wo er 1913 zum Dr. iur. promoviert wurde. Vor dem Ersten Weltkrieg besuchte er England (Oxford), Kanada und die Vereinigten Staaten. Nach dem Krieg plante er ein volkstumspolitisches Erziehungs- und Bildungswerk zur Erneuerung des geistigen und politischen Lebens, das sich speziell der Grenzlanddeutschen und Auslandsdeutschen annehmen sollte.
1920 wurde auf sein Betreiben in Marburg das „Institut für das Grenz- und Auslanddeutschtum“ gegründet, dem ein Studentenwohnheim angeschlossen wurde. Beide Einrichtungen bildeten die „Deutsche Burse zu Marburg“. Mannhardt habilitierte sich 1925 über „Grenz- und Auslanddeutschtum als Lehrgegenstand“. 1927 wurde er außerordentlicher, 1929 ordentlicher Professor an der Universität Marburg. Dabei galten seine wissenschaftlichen Leistungen als gering, doch war er ein rühriger Funktionär.
Mannhardt trat zum 1. Mai 1933 in die NSDAP ein (Mitgliedsnummer 2.828.565) und war Mitglied im NS-Lehrerbund. Er unterzeichnete im November 1933 das Bekenntnis der Professoren an den deutschen Universitäten und Hochschulen zu Adolf Hitler. Im „Verein für das Deutschtum im Ausland“ (VDA) war er Übersee-Referent nach einer großen Weltreise (1928/29) bis Juni 1935, als er bei Rudolf Heß in Ungnade fiel (vgl. Lebenslauf des Rumäniendeutschen Friedrich Benesch). Mannhardt wollte das Auslandsdeutschtum aus der Parteipolitik des NS-Staates heraushalten, was zum Konflikt mit der NSDAP und zur Versetzung an die Universität Breslau 1935 führte, wo er sein Amt aber nicht antrat. Stattdessen arbeitete er für die Wehrmacht als Sachverständiger für Volkstumsfragen im Reichskriegsministerium in Berlin. 1939 wurde die Burse, an der viele Volksdeutsche aus Südosteuropa studierten, geschlossen, 1941 wieder eröffnet. Mannhardt wollte Frauen vom Studium ausschließen.
Mannhardt diente im Zweiten Weltkrieg zuletzt als Oberst und Regimentskommandeur. 1952 konnte er nach großen Schwierigkeiten die Burse als private Einrichtung und losgelöst von der Marburger Universität wiedereröffnen ("Deutsche Burse zu Marburg, Institut für Volkswissenschaft"). 1958 war er Mitbegründer des Allgemeinen Deutschen Kulturverbands zur Förderung deutscher Auslandsschulen. Am Lebensende trat er vor allem für die „Föderalistische Union Europäischer Volksgruppen ein“ und war Mitherausgeber der Zeitschrift Europa Ethnica.

## Schriften (Auswahl)

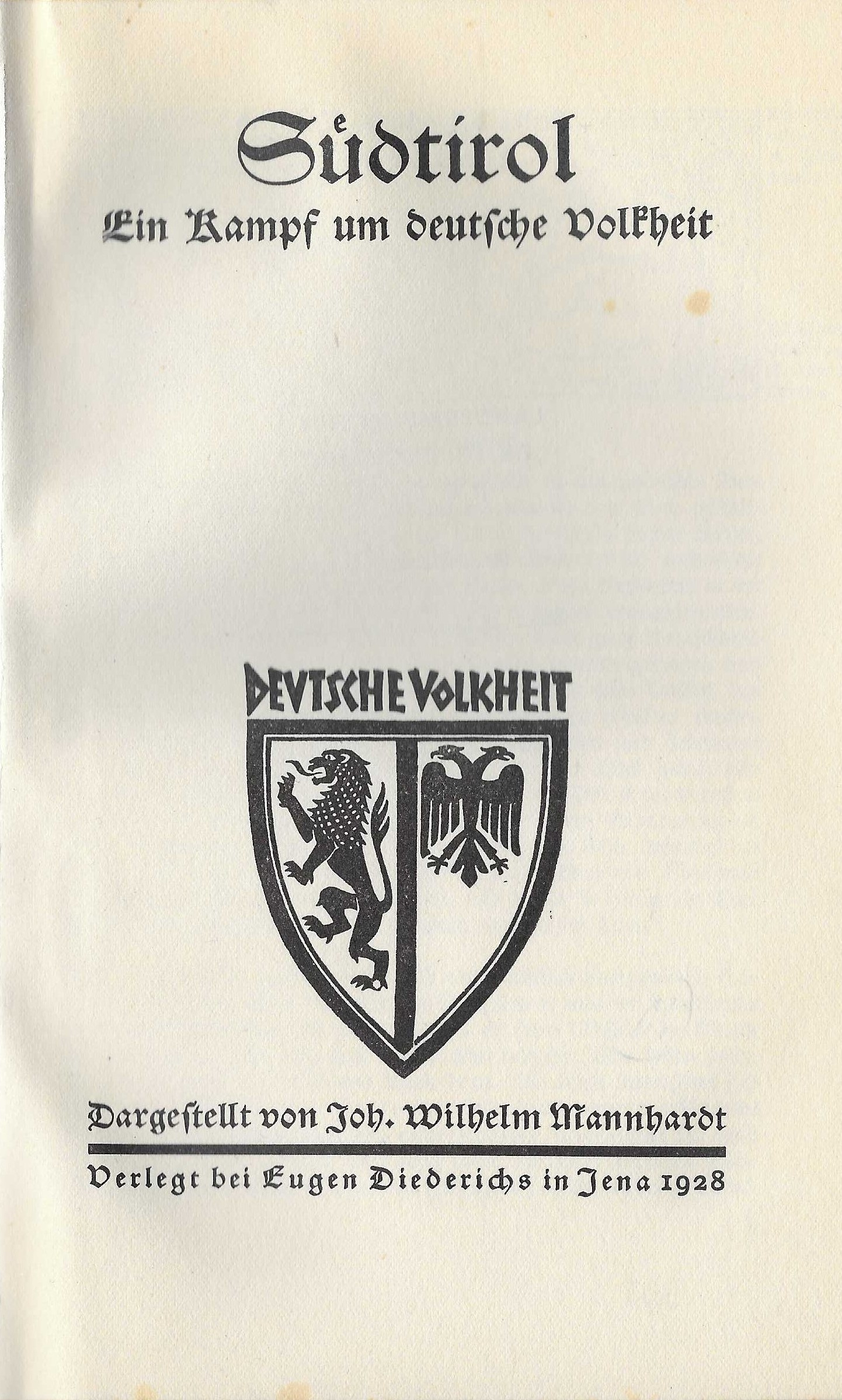
Titelseite der Publikation Südtirol von 1928

- Die polizeilichen Aufgaben des Seemannsamtes. Gräfe & Sillem, Hamburg 1913. Zugleich Dissertation Greifswald 1914.
- Die hamburgische Hochschule und der hamburgische Kaufmann. Meißner, Hamburg 1913.
- Schützengrabenmenschen. Deutsches Volkstum, Hamburg 1919.
- Der Faschismus. C.H. Beck, München 1925. Zugleich als Die soziologische und politische Bedeutung des Faschismus Dissertation Gießen 1925. Wurde nach Kriegsende in der Sowjetischen Besatzungszone auf die Liste der auszusondernden Literatur gesetzt.[2]
- Grenz- und Auslanddeutschtum als Lehrgegenstand (Antrittsvorlesung). G. Fischer, Jena 1926.
- Hochschule, Deutschtum und Ausland. N. G. Elwertsche Verlagsbuchhandlung, Marburg 1927.
- Südtirol: Ein Kampf um deutsche Volkheit. E. Diederichs, Jena 1928 (Deutsche Volkheit 62).
- Hochschulrevolution. Hanseatische Verlags-Anstalt 1933. Wurde nach Kriegsende in der Sowjetischen Besatzungszone auf die Liste der auszusondernden Literatur gesetzt.[2]
- Die Universität in der Krise der Zeit. Braumüller, Stuttgart und Wien 1965.
- Bausteine zur Volkswissenschaft. G. Fischer, Stuttgart 1965.
- Volk und Staat. Braumüller, Stuttgart und Wien 1973.